# Subway Cycling Team/Saison 2011
Dieser Artikel listet Erfolge und Mannschaft des Subway Cycling Teams in der Saison 2011 auf.

## Erfolge in den Continental Circuits
| Datum      | Rennen                                           | Kat. | Fahrer        |
| ---------- | ------------------------------------------------ | ---- | ------------- |
| 7. Januar  | Neuseeländische Meisterschaft – Einzelzeitfahren | NC   | Westley Gough |
| 30. Januar | 5. Etappe Tour of Wellington                     | 2.2  | Westley Gough |

## Zugänge – Abgänge
| Zugänge                       | Team 2010            | Abgänge          | Team 2011           |
| ----------------------------- | -------------------- | ---------------- | ------------------- |
| Peter Latham                  | Bissell              | James Williamson | PureBlack Racing    |
| Jason Allen                   | Subway-Avanti (2009) | Michael Vink     | Trek Livestrong U23 |
| Dillon Bennett                | Neoprofi             | Joseph Cooper    | Unbekannt           |
| Westley Gough                 | Neoprofi             | Eric Drower      | Unbekannt           |
| Thomas Hubbard                | Neoprofi             | Gordon McCauley  | Unbekannt           |
| Paul Odlin                    | Neoprofi             | Ryan Wills       | Unbekannt           |
| Joseph Kukolla (ab 1. August) | Neoprofi             |                  |                     |

## Mannschaft
| Name           | Geburtstag         | Nationalität       |
| -------------- | ------------------ | ------------------ |
| Jason Allen    | 17. August 1981    | Neuseeland         |
| Dillon Bennett | 22. April 1992     | Neuseeland         |
| Hayden Godfrey | 15. Dezember 1978  | Neuseeland         |
| Mathew Gorter  | 22. Juli 1985      | Neuseeland         |
| Westley Gough  | 4. Mai 1988        | Neuseeland         |
| Samuel Horgan  | 20. April 1987     | Neuseeland         |
| Thomas Hubbard | 13. Juni 1991      | Neuseeland         |
| Joseph Kukolla | 30. Juli 1989      | Vereinigte Staaten |
| Peter Latham   | 8. Januar 1984     | Neuseeland         |
| Nick Lovegrove | 10. Oktober 1981   | Neuseeland         |
| Paul Odlin     | 19. September 1978 | Neuseeland         |
| Ian Smallman   | 28. Dezember 1974  | Neuseeland         |

## Platzierungen in UCI-Ranglisten
UCI America Tour 2011
|      | Fahrer        | Punkte |
| ---- | ------------- | ------ |
| 385. | Westley Gough | 2      |

UCI Oceania Tour 2011
|     | Fahrer        | Punkte |
| --- | ------------- | ------ |
| 24. | Westley Gough | 8      |